# Porsche-Diesel P 111 L
 (février 2025).
Le Porsche-Diesel P 111 L est un tracteur fabriqué de 1956 à 1957 par Porsche-Diesel Motorenbau GmbH, basé à Friedrichshafen sur le lac de Constance et qui a repris la production de tracteurs d’Allgaier Werke.
Le P 111 L disposait d’un équipement particulièrement moderne, qui comprenait un siège suspendu et un système d’éclairage complet de Bosch, ainsi qu’un frein à mâchoires mécanique et un garde-boue. Un moteur Diesel monocylindre refroidi par air avec technologie de chambre de turbulence à quatre temps, avec lequel le tracteur atteignait une vitesse allant jusqu’à 16,5 km/h, propulsait le tracteur lourd de 950 kg et long de 2,75 m. Le moteur du P 111 L avait une cylindrée de 822 cm³ et il était également équipé d’une boîte de vitesses Getrag, qui comptait au total huit vitesses (quatre avant et quatre arrière). Un embrayage à sec monodisque de Fichtel & Sachs garantissait un changement de vitesse aisé. Le système d’injection moderne de Bosch et le vilebrequin à double palier ont fait du tracteur une machine agricole particulièrement moderne. Pour se protéger contre la surchauffe, le tracteur Porsche était également équipé d’un système de refroidissement par ventilateur et d’un thermomètre à distance. Comme de nombreux tracteurs Porsche de l’époque, le P 111 L était également équipé d’un essieu avant pendulaire télescopique avec voie réglable et d’un essieu arrière rigide portique.
La technologie particulièrement robuste, le moteur puissant et l’équipement moderne ont fait du P 111 L un tracteur populaire dans la foresterie et l’agriculture. En 1957, le Porsche-Diesel P 111 L est finalement remplacé par le Porsche-Diesel Junior 4.